# ポルト・アレグレ
ポルト・アレグレ（Porto Alegre [ˈpoɾtu aˈlɛɡɾi] ( 音声ファイル)）は、ブラジル南部の都市で、リオグランデ・ド・スル州の州都である。市域の人口は148万8252人（2020年）。都市名は「陽気な港」という意味である。

## 概要
140万人を超える人口を持つ、ブラジルを代表する港町である。グアイバ川に面し、南に大西洋と接するパトス湖がある。
ヨーロッパからの移民が多く、中心街であるセントロ・ヒストリコにはヨーロッパ風の歴史的建造物が残されている。
また、1989年より市民が市役所の予算編成に関わる市民参加型予算を実施しており、この面でも世界的に注目されている。

## 人口動態
- 周辺地域を合わせた人口は約440万人でブラジルで5番目に大きい都市圏である。

- 人種構成は白人(80.7%)、混血(10.7%)、黒人(8.0%)、その他(0.6%)

## 歴史
18世紀中頃にアゾレス諸島からポルトガル人が移住したのが起源で、18世紀末頃には南部地方の行政中心地となった。その後ドイツ・イタリア・スペインなどからの移民を中心として発展した。それ以前にはタプィアと呼ばれるトゥピ・グアラニー語族に属さない先住民が現在のポルトアレグレ周辺に存在していたが、16世紀ごろにサンビセンテからきたポルトガル人によって奴隷化されたとされる。
1835年-1845年、当時のブラジル帝国に対する分離主義反乱「ファホウピーリャ革命（War of Tatters）」の中心都市であった。
パラグアイ戦争の際には前線に近い都市としてブラジル軍の重要拠点の一つとなり、電信などの整備が行われた。
1963年、第3回夏季ユニバーシアードが開催された。
2001年1月に最初の世界社会フォーラムが当地で開かれ、その後も幾度も開催地となっている。
2024年5月、州内で長雨があり洪水が発生（2024年リオグランデ・ド・スル水害）。空港などが冠水した。

## 産業
サンパウロ以南のブラジルで最大の商工業の中心地。農牧産品の取引及びその加工産業を足掛かりに、繊維、金属、電機、化学などの工業が発達している。
ブラジルを代表する航空会社ヴァリグ・ブラジル航空の発祥地で、サルガド・フィーリョ国際空港は長らく同社のハブ空港であった。

## 教育
- リオグランデドスル連邦大学（ポルトガル語版）
- リオグランデドスル・カトリック大学
- 連邦立ポルトアレグレ保健科学大学（ポルトガル語版）

## 交通
- サルガド・フィーリョ国際空港
- メトロ・デ・ポルトアレグレ
- メトロ-アエロポルト連絡線

## 姉妹都市
- ロサリオ（アルゼンチン共和国 サンタフェ州）
- 蘇州市（中華人民共和国 江蘇省）
- 金沢市（日本国 中部地方 石川県）
- サンクトペテルブルク（ロシア連邦 レニングラード州）
- オースティン（アメリカ合衆国 テキサス州）

## スポーツ
サッカークラブチームのグレミオFBPAとSCインテルナシオナルの本拠地であり、両チームの対戦は「ポルト・アレグレダービー」（チーム名を取って通称グレ・ナル）として盛り上がる。ロナウジーニョをはじめとする数多くのサッカー選手の出身地である。
- グレミオFBPA
- SCインテルナシオナル

2014 FIFAワールドカップの開催都市の一つであった。

## 気候
| ポルト・アレグレの気候                                                                | ポルト・アレグレの気候 | ポルト・アレグレの気候 | ポルト・アレグレの気候 | ポルト・アレグレの気候 | ポルト・アレグレの気候 | ポルト・アレグレの気候 | ポルト・アレグレの気候 | ポルト・アレグレの気候 | ポルト・アレグレの気候 | ポルト・アレグレの気候 | ポルト・アレグレの気候 | ポルト・アレグレの気候 | ポルト・アレグレの気候 |
| 月                                                                                    | 1月                    | 2月                    | 3月                    | 4月                    | 5月                    | 6月                    | 7月                    | 8月                    | 9月                    | 10月                   | 11月                   | 12月                   | 年                     |
| ------------------------------------------------------------------------------------- | ---------------------- | ---------------------- | ---------------------- | ---------------------- | ---------------------- | ---------------------- | ---------------------- | ---------------------- | ---------------------- | ---------------------- | ---------------------- | ---------------------- | ---------------------- |
| 最高気温記録 °C （°F）                                                                | 39 (102)               | 41 (106)               | 39 (102)               | 36 (97)                | 33 (91)                | 32 (90)                | 32 (90)                | 33 (91)                | 36 (97)                | 38 (100)               | 38 (100)               | 39 (102)               | 41 (106)               |
| 平均最高気温 °C （°F）                                                                | 30.2 (86.4)            | 30.1 (86.2)            | 28.3 (82.9)            | 25.2 (77.4)            | 22.1 (71.8)            | 19.4 (66.9)            | 19.7 (67.5)            | 20.4 (68.7)            | 21.8 (71.2)            | 24.4 (75.9)            | 26.7 (80.1)            | 29.0 (84.2)            | 24.78 (76.6)           |
| 日平均気温 °C （°F）                                                                  | 25.4 (77.7)            | 25.5 (77.9)            | 23.8 (74.8)            | 20.8 (69.4)            | 17.6 (63.7)            | 15.1 (59.2)            | 15.2 (59.4)            | 16.0 (60.8)            | 17.5 (63.5)            | 19.7 (67.5)            | 21.9 (71.4)            | 24.0 (75.2)            | 20.21 (68.38)          |
| 平均最低気温 °C （°F）                                                                | 20.5 (68.9)            | 20.8 (69.4)            | 19.3 (66.7)            | 16.3 (61.3)            | 13.0 (55.4)            | 10.7 (51.3)            | 10.7 (51.3)            | 11.5 (52.7)            | 13.1 (55.6)            | 15.0 (59)              | 17.0 (62.6)            | 18.9 (66)              | 15.57 (60.02)          |
| 最低気温記録 °C （°F）                                                                | 11 (52)                | 11 (52)                | 8 (46)                 | 4 (39)                 | −2 (28)                | −3 (27)                | −4 (25)                | −2 (28)                | 0 (32)                 | 3 (37)                 | 5 (41)                 | 8 (46)                 | −4 (25)                |
| 降水量 mm （inch）                                                                    | 100.1 (3.941)          | 108.6 (4.276)          | 104.4 (4.11)           | 86.1 (3.39)            | 94.6 (3.724)           | 132.7 (5.224)          | 121.7 (4.791)          | 140.0 (5.512)          | 139.5 (5.492)          | 114.3 (4.5)            | 104.2 (4.102)          | 101.2 (3.984)          | 1,347.4 (53.046)       |
| 平均降水日数 （≥0.1 mm）                                                              | 11                     | 10                     | 11                     | 9                      | 10                     | 12                     | 12                     | 11                     | 11                     | 10                     | 10                     | 10                     | 127                    |
| % 湿度                                                                                | 67                     | 70                     | 72                     | 76                     | 78                     | 79                     | 79                     | 79                     | 76                     | 72                     | 67                     | 66                     | 73.4                   |
| 平均月間日照時間                                                                      | 238.7                  | 209.1                  | 201.5                  | 180.0                  | 167.4                  | 135.0                  | 148.8                  | 151.9                  | 150.0                  | 201.5                  | 216.0                  | 244.9                  | 2,244.8                |
| 出典1：World Meteorological Organization., Hong Kong Observatory (sun only 1961-1990) |                        |                        |                        |                        |                        |                        |                        |                        |                        |                        |                        |                        |                        |
| 出典2：BBC Weather (record highs, lows, and humidity)                                 |                        |                        |                        |                        |                        |                        |                        |                        |                        |                        |                        |                        |                        |

## 出身者
- ロナウジーニョ（サッカー選手）

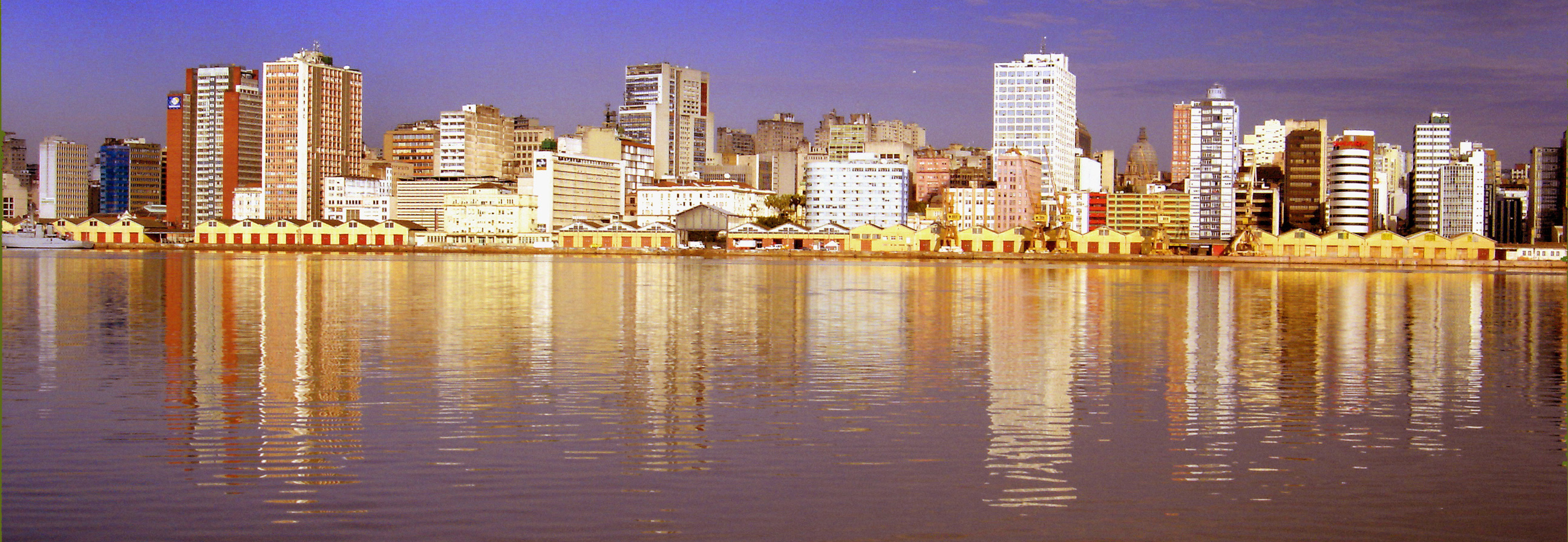
ポルト・アレグレの夜景

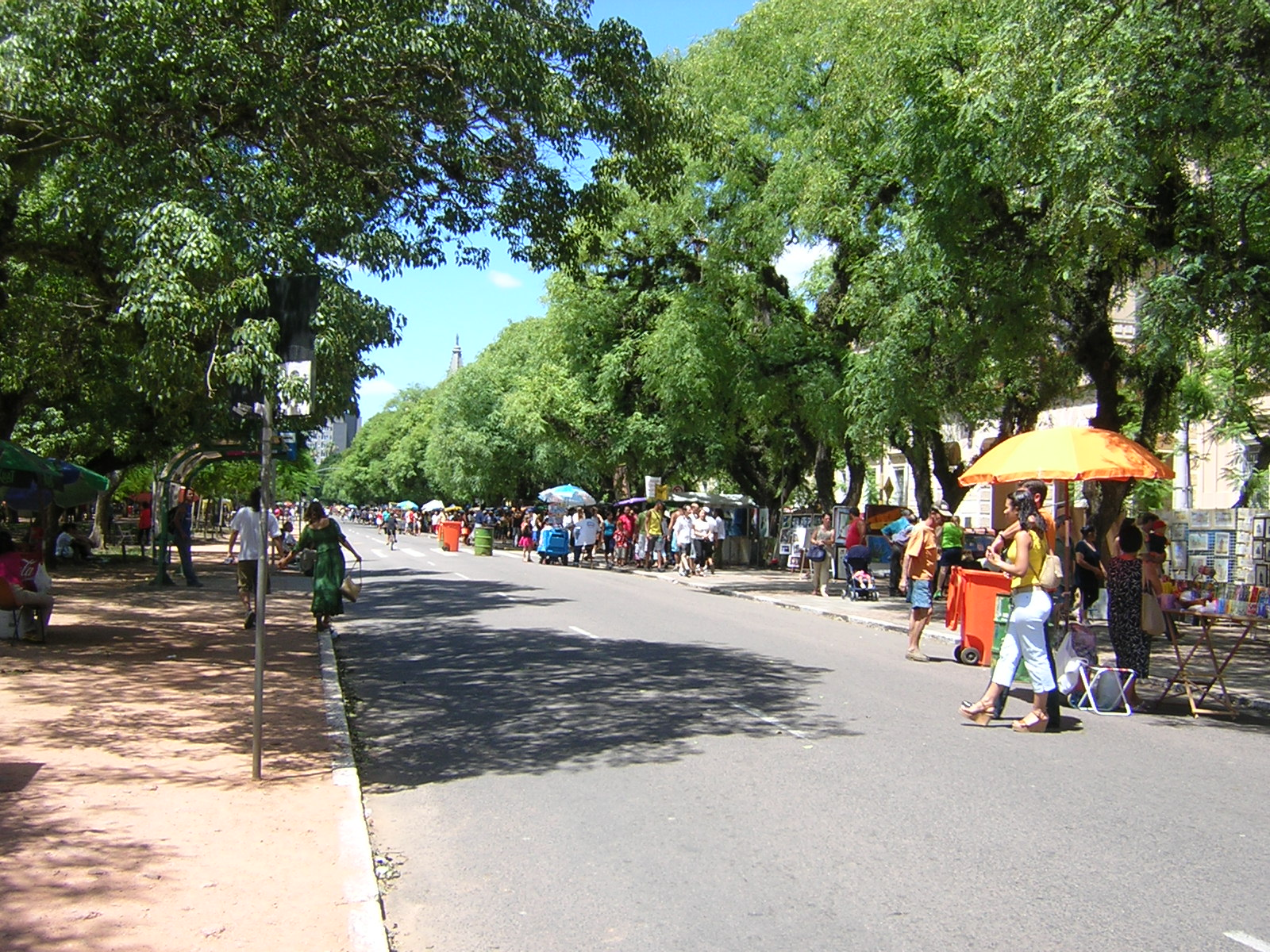
通りの様子

- パウロ・セザール・フォンセカ・ド・ナシメント（サッカー選手）
- チアーゴ・アウヴェス
- マイラ・アギアル
- ダニエル・カルグニン
- フェルナンダ・ロドリゲス
- カロリナ・アルブケルケ
- ロベルト・デ・アシス・モレイラ（サッカー選手）
- アンデルソン・ルイス・デ・アブレウ・オリベイラ（サッカー選手）
- カルロス・ルシアーノ・ダ・シウヴァ（サッカー選手）
- クリスティアン・コヘア・ディオニシオ（サッカー選手）
- クライトン・アルベルト・フォントーラ・ドス・サントス（サッカー選手）
- エメルソン・アウグスト・トーメ（サッカー選手）
- ホージェル・マシャド・マルケス（サッカー選手）
- アイルトン・グラシリアーノ・ドス・サントス（サッカー選手）
- ラファエル・フェリペ・シャイデ（サッカー選手）
- マルセロ・ローザ・ダ・シルヴァ（サッカー選手）
- ワグネル・ピレス・デ・アウメイダ（サッカー選手）
- フェルナンダ・ロドリゲス（バレーボール選手）
- ダイアネ・ガルシア・ドス・サントス（体操選手）
- ファブリシオ・ヴェウドゥム（総合格闘家）